# Tellak
Tellak var beteckningen på de män som fungerade som massörer åt män i de turkiska ångbaden - hamam. Tallak var unga pojkar som tvålade in och skrubbade kunder. Tellaks rekryterades från bland annat de icke-muslimska nationerna i det turkiska riket, såsom greker, armenier, judar, albaner, bulgarer och romer.